# David Parks

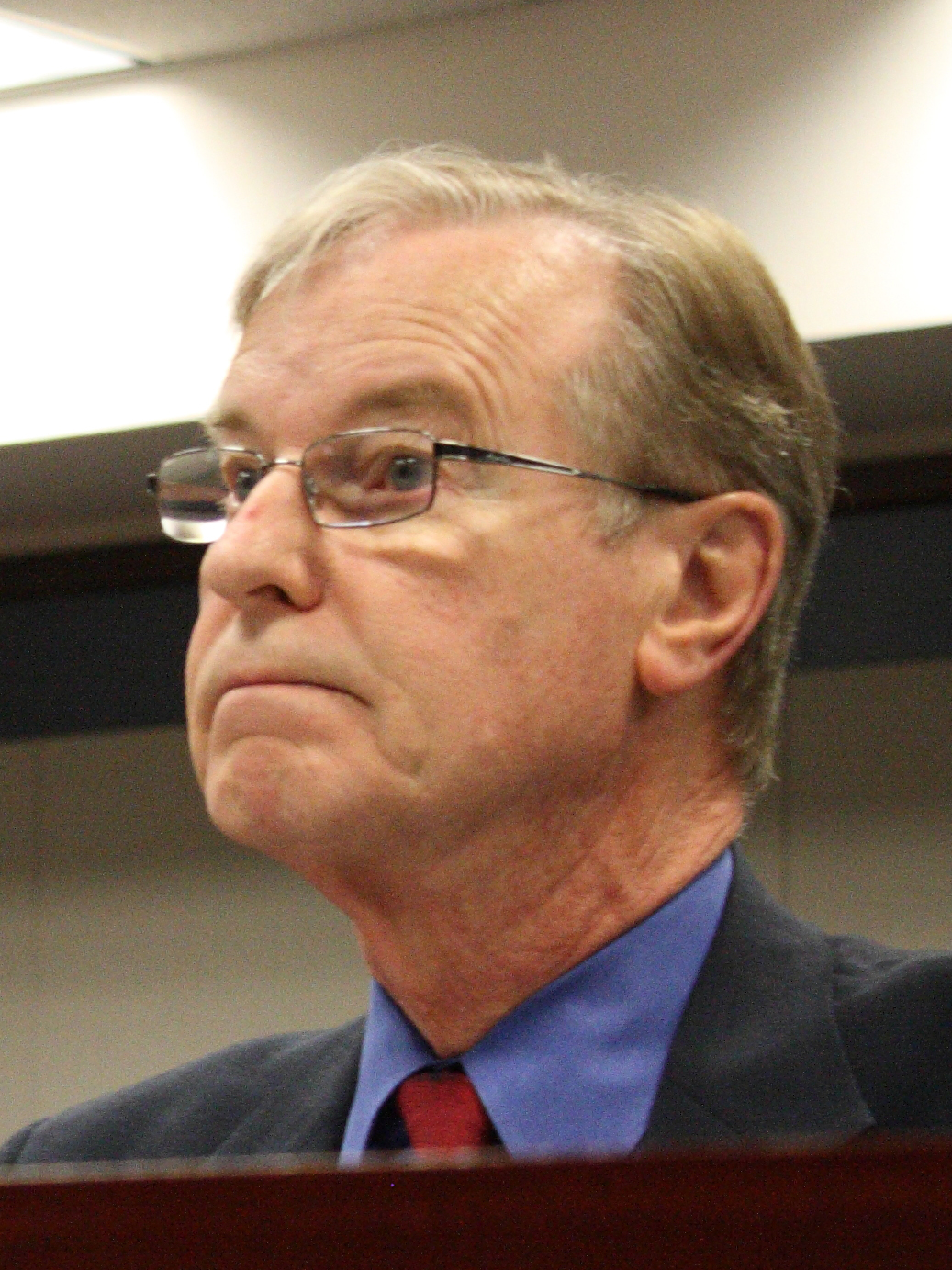
David Parks, 2011

David R. Parks (* 22. Dezember 1943 in Boston, Massachusetts) ist ein US-amerikanischer Politiker (Demokratische Partei).

## Leben
Nach seiner Schulzeit studierte Parks an der University of New Hampshire und an der University of Nevada in Las Vegas die Rechtswissenschaften. Von 1967 bis 1971 war er Angehöriger der United States Air Force und diente auf der Nellis Air Force Base in Las Vegas.
Von 1997 bis 2005 war Parks als Nachfolger von Larry Spitler Mitglied der Nevada Assembly. Ihm folgte als Abgeordneter in dieser Parlamentskammer Paul Aizley. Seit November 2008 sitzt  Parks als Nachfolger der in den US-Senat gewechselten Dina Titus im Senat von Nevada.
Parks lebt offen homosexuell in Las Vegas.